# Kurt Opitz (Politiker)
Kurt Opitz (* 30. Januar 1918 in Halle (Saale); † 23. Mai 2008 in Leipzig) war ein deutscher Politiker (SED). Er war Minister der Landesregierung Sachsen-Anhalt und Stellvertreter des Vorsitzenden der Staatlichen Plankommission der DDR.

## Leben
Opitz, Sohn eines Lagerarbeiters, besuchte die Volksschule und die Mittelschule mit dem Zeugnis der mittleren Reife. Eine kaufmännische Lehre bei der Maschinenfabrik Heime & Hans Herzfeld in Halle-Büschdorf von 1934 bis 1937 schloss er mit der Handlungsgehilfenprüfung bei der Industrie- und Handelskammer Halle ab. Von 1934 bis 1943 war er Mitglied der DAF und der NSV. Außerdem war er von 1934 bis 1937 Mitglied der Hitlerjugend. Im Jahr 1937 wurde er zur SA überwiesen, aber bereits nach drei Monaten ausgeschlossen.
Opitz wurde am 1. Mai 1943 zur Wehrmacht eingezogen, erhielt eine Ausbildung in einem Nachrichtenregiment in Wetzlar und wurde dann als Fernsprecher und Fernschreiber in der Korps-Nachrichten-Abteilung 48 eingesetzt. Als Obergefreiter kam er am 12. Mai 1945 in sowjetische Kriegsgefangenschaft, wo er politisch geschult wurde. Ab Dezember 1945 arbeitete er im antifaschistischen Aktiv, wurde 1946 Aktivältester des Lagers 193/3 und Angehöriger des Zentral-Aktivs der Lagergruppe. Im Oktober 1947 kam er als Kursant zur Zentralschule im Spezialobjekt 2040, der er bis Februar 1949 als Assistent angehörte. Dann war er bis zur Entlassung Angehöriger der Lektorengruppe der antifaschistischen Abteilung beim Innenministerium der LSSR und Propagandist des Lagers 9 LR.
Am 24. November 1949 kehrte er nach Halle zurück, wurde Kandidat der SED, Mitglied des FDGB, der DSF und des Kulturbundes. Er arbeitete zunächst als Referent und Zirkelleiter. Als Produktionsleiter in den Halleschen Pumpenwerken hatte er mit dem Werkmeister Paul Wolf im August 1950 einen „Aktivistenplan gegen alle Produktionsverluste und zur Senkung der Selbstkosten in engem Zusammenwirken mit der gesamten Belegschaft des Betriebes ausgearbeitet“, für den beide im Oktober 1950 den Nationalpreis der DDR I. Klasse erhielten.
Vom 24. November 1950 bis 31. Juli 1952 fungierte er als Minister für Industrie, Verkehr, Aufbau und Arbeit von Sachsen-Anhalt. Am 1. August 1952 wurde er zum Stellvertreter des Vorsitzenden der Staatlichen Plankommission (SPK) ernannt. Er war dann auch der Stellvertreter des Vertreters der DDR im RGW, Bruno Leuschner, sowie Leiter der Abteilung internationale ökonomische Beziehungen in der SPK. Er gehörte zur DDR-Regierungsdelegation, die im Dezember 1960 in Ost-Berlin mit der kubanischen Wirtschaftsdelegation unter Che Guevara über die Erweiterung der wirtschaftlichen Beziehungen verhandelte. Später setzte man ihn als Werkdirektor im VEB Pumpen- und Gebläsewerk Leipzig ein. Als solcher wurde er 1978 mit dem Vaterländischen Verdienstorden in Bronze ausgezeichnet.
Opitz starb im Alter von 90 Jahren und wurde auf dem Südfriedhof Leipzig beigesetzt.